# 包科尼奥
包科尼奥（匈牙利語：Bakonya）是匈牙利巴兰尼亚州所辖的一个村。总面积15.07平方公里，总人口379，人口密度25.1人/平方公里（2011年1月1日）。